# Justin Schoenefeld
Justin Schoenefeld (Erlanger, 13 de agosto de 1998) es un deportista estadounidense que compite en esquí acrobático. Participó en los Juegos Olímpicos de Pekín 2022, obteniendo una medalla de oro en la prueba de salto aéreo por equipo mixto.

## Palmarés internacional
| Juegos Olímpicos | Juegos Olímpicos | Juegos Olímpicos | Juegos Olímpicos         |
| Año              | Lugar            | Medalla          | Prueba                   |
| ---------------- | ---------------- | ---------------- | ------------------------ |
| 2022             | Pekín (China)    | Medalla de oro   | Salto aéreo equipo mixto |